# Судзуки, Кодзи
Ко́дзи Судзу́ки (яп. 鈴木光司, Судзуки Ко:дзи), (род. 4 января 1957) японский писатель, автор цикла романов «Звонок».
Окончил Университет Кэйо по специальности «французская литература». За свой дебютный роман — «Rakuen» (1990) — получил награду «Japan Fantasy Novel Award».
Японский писатель Кодзи Судзуки, автор романа «Звонок», напечатал свой новый рассказ на рулонах туалетной бумаги, сообщает 24 мая Associated Press.
В каждом рулоне рассказ «Капля» («Дроппу»), состоящий из девяти глав, занимает около 90 сантиметров длины бумажной ленты и напечатан несколько раз.
По словам представителя издательства Hayashi Paper, чтение рассказа займет несколько минут и даст покупателю уникальную возможность пережить «состояние ужаса в туалете». Согласно одной из популярных японских «страшилок» для детей, некая волосатая рука может утащить посетителя туалета в унитаз.
Рулоны с рассказом Судзуки продаются по цене в 210 иен (2,2 доллара США).
Международная известность к японскому писателю Кодзи Судзуки пришла после экранизации его романа ужасов «Звонок», вышедшей в прокат в 1998 году. Фильм пользовался такой популярностью, что в 2002 году голливудский режиссер Гор Вербински выпустил американский вариант экранизации романа. В этом же году была снята картина по еще одному произведению Судзуки — «Темные воды».

### Цикл романов Звонок
- Звонок / Ringu — 1991 год
- Спираль / Ringu-2. Rasen — 1995 год
- Петля / Ringu-3. Rupu — 1998 год
- Рождение / Ringu-0. — 1999 год
- S — 2012 год
- Tide — 2013

### Другие романы автора
- Прогулка богов
- Тёмные воды